# 张玲子事件
张玲子事件，又称李哲熙张玲子期票诈骗案（韩语：／ I Cheol-hui Jang Yeong-ja eoeum sagi sageon），是发生于1981－1982年的韩国金融诈骗案。此案主谋张玲子与时任韩国总统全斗焕有亲戚关系，全斗焕政府的公众形象因此案遭受较大打击。

## 主谋
本案主谋是张玲子、李哲熙夫妇。
李哲熙（：／ I Chol-hui，1923年9月1日－2014年），1923年生于日治朝鲜忠清北道清原郡，曾在朴正熙时代出任韩国中央情报部次长，后以少将军衔退役。2014年去世。
张玲子（：／ Jang Yeong-ja，1944年10月25日－），1944年生于日治朝鲜全罗南道木浦市，大学毕业于淑明女子大学。后进入商界，与时任韩国总统全斗焕有亲戚关系。

## 经过
此案中，张玲子、李哲熙夫妇以相关企业为他们开出数倍于贷款额的期票为交换条件，向当时经营困难的企业放贷。虽然夫妇二人向有关企业承诺不会将取得的期票兑现，但他们之后违反了这一承诺，转手将获得的期票倒卖，取得巨额现金。
1981年，为实行自己的计划，张玲子、李哲熙夫妇开设了皮包公司大和产业。2月，张玲子利用与共荣土建负责人边康雨是同学的前夫金守哲，与边康雨搭上了线，为当时财政困难的共荣土建提供了贷款。作为交换条件，张玲子得到了共荣土建签发的数倍于贷款额的期票。
次年4月，张玲子、李哲熙的计划败露。检方最初以违反韩国《外汇管理法》为由将二人逮捕，后经过调查，才发现此案与时任韩国总统全斗焕有关。张玲子是全斗焕妻子李顺子的叔父李圭光的小姨子，她利用这层关系以及丈夫李哲熙前韩国中央情报部次长的身份，成功骗取企业主们的信任。迫于舆论压力，全斗焕不得不逮捕李圭光，但不久后便给予李圭光假释。
1981年－1982年间，张玲子、李哲熙共获利1,801亿韩元（约合2.5亿美元）。案发期间，张玲子、李哲熙夫妇曾计划逃亡海外，但未果。

## 后续
此案导致当时韩国名列四大制钢企业的日新制钢破产，涉入此案的共荣土建也一度面临破产的命运，另有四个企业蒙受严重损失。经济方面，受此案冲击，韩国股市大幅下跌、通货膨胀问题也进一步恶化。政治方面，此案令全斗焕政府的公众形象受到打击，案发后，受到舆论压力的全斗焕不得不对内阁进行全面改组。
张玲子获释后，又重返商界。不过，此后她又涉入诈骗案，曾于1994年、2000年两度因涉嫌诈骗被捕。

## 流行文化
- 第五共和国 (电视剧)：韩国历史剧，剧中有关于本案的演绎。
- 極速首爾：文素利飾演的「地下經濟總統」姜仁淑影射張玲子